# Prossedi
Prossedi é uma comuna italiana da região do Lácio, província de Latina, com cerca de 1.273 habitantes. Estende-se por uma área de 36 km², tendo uma densidade populacional de 35 hab/km². Faz fronteira com Amaseno (FR), Giuliano di Roma (FR), Maenza, Priverno, Roccasecca dei Volsci, Villa Santo Stefano (FR).

## Demografia
| Variação demográfica do município entre 1861 e 2011                               |
|                                                                                   |
| Fonte: Istituto Nazionale di Statistica (ISTAT) - Elaboração gráfica da Wikipedia |